# Fernando Guidicelli
Fernando Rubens Pasi Guidicelli – Brazíliában gyakran egyszerűen Fernando – (Rio de Janeiro, 1906. március 1. – Rio de Janeiro, 1968. december 28.) olasz származású brazil labdarúgó, fedezet.